# نورمانتون، راتلند
نورمانتون (به انگلیسی: Normanton) یک روستا و محله مدنی در بریتانیا است که در راتلند واقع شده‌است. نورمانتون ۲۶ نفر جمعیت دارد.